# Agios Amvrosios (Bezirk Limassol)
Agios Amvrosios (auch Agios Ambrosios, griechisch Άγιος Αμβρόσιος) ist eine Gemeinde im Bezirk Limassol in Zypern. Bei der Volkszählung im Jahr 2021 hatte sie 350 Einwohner.

## Lage und Umgebung

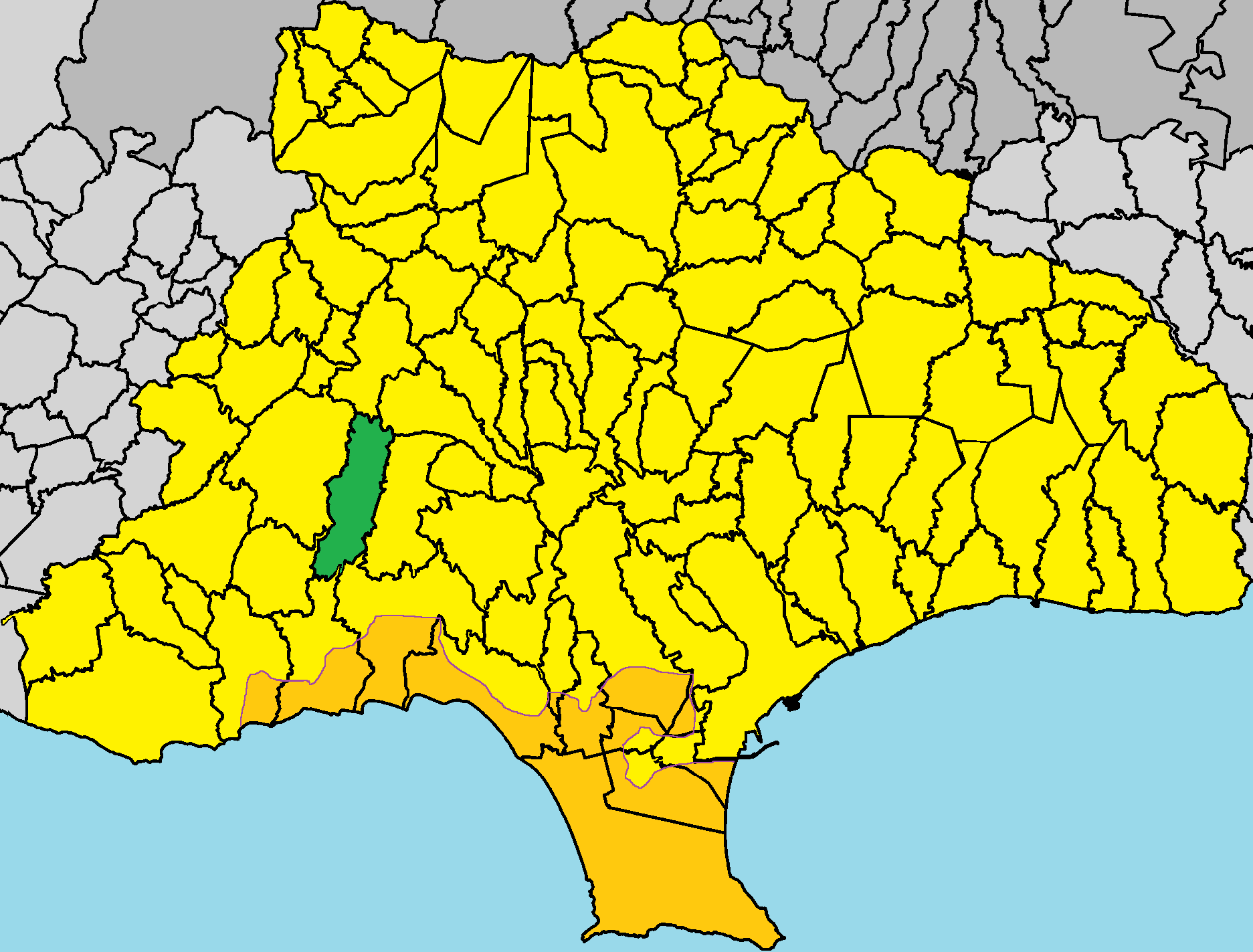
Lage im Bezirk Limassol

Agios Amvrosios liegt in der südlichen Mitte der Insel Zypern auf 521 Metern Höhe, etwa 63 km südwestlich der Hauptstadt Nikosia, 20 km nordwestlich von Limassol und 35 km östlich von Paphos.
Der Ort befindet sich etwa 13 km vom Mittelmeer entfernt im Inselinneren in den südlichen Ausläufern des Troodos-Gebirges. Am Ort vorbei fließt der Fluss Krios. Südlich der Gemeinde an der Küste beginnt der Westteil der britischen Militärbasis Akrotiri. Agios Amvrosios ist bekannt für seine Weinherstellung.
Orte in der Umgebung sind Agios Therapon und Vouni im Norden, Kato Kivides und Pano Kivides im Osten, Sotira und Paramali im Süden, Prastio im Südwesten, Pachna im Westen sowie Kissousa im Nordwesten.

## Bevölkerungsentwicklung
| Jahr      | 1881 | 1891 | 1901 | 1911 | 1921 | 1931 | 1946 | 1960 | 1976 | 1982 | 1992 | 2001 | 2011 | 2021 |
| Einwohner | 165  | 193  | 175  | 212  | 241  | 252  | 331  | 365  | 360  | 313  | 290  | 291  | 323  | 350  |